# هندریکتوپ
هندریکتوپ (به لاتین: Hendriktop) یک کوه و قله در سورینام است که در ناحیه سیپالیوینی واقع شده‌است. هندریکتوپ ۹۰۸ متر بالاتر از سطح دریا واقع شده‌است.